# Equus ferus caballus

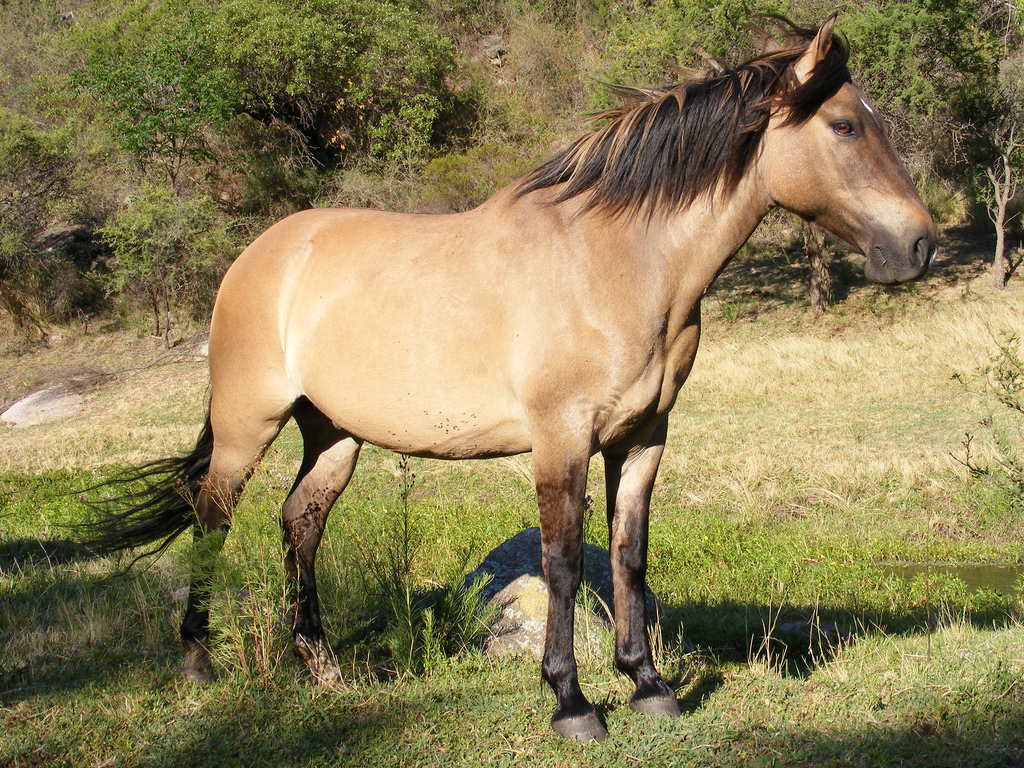
Caballo con capa de color isabelo.

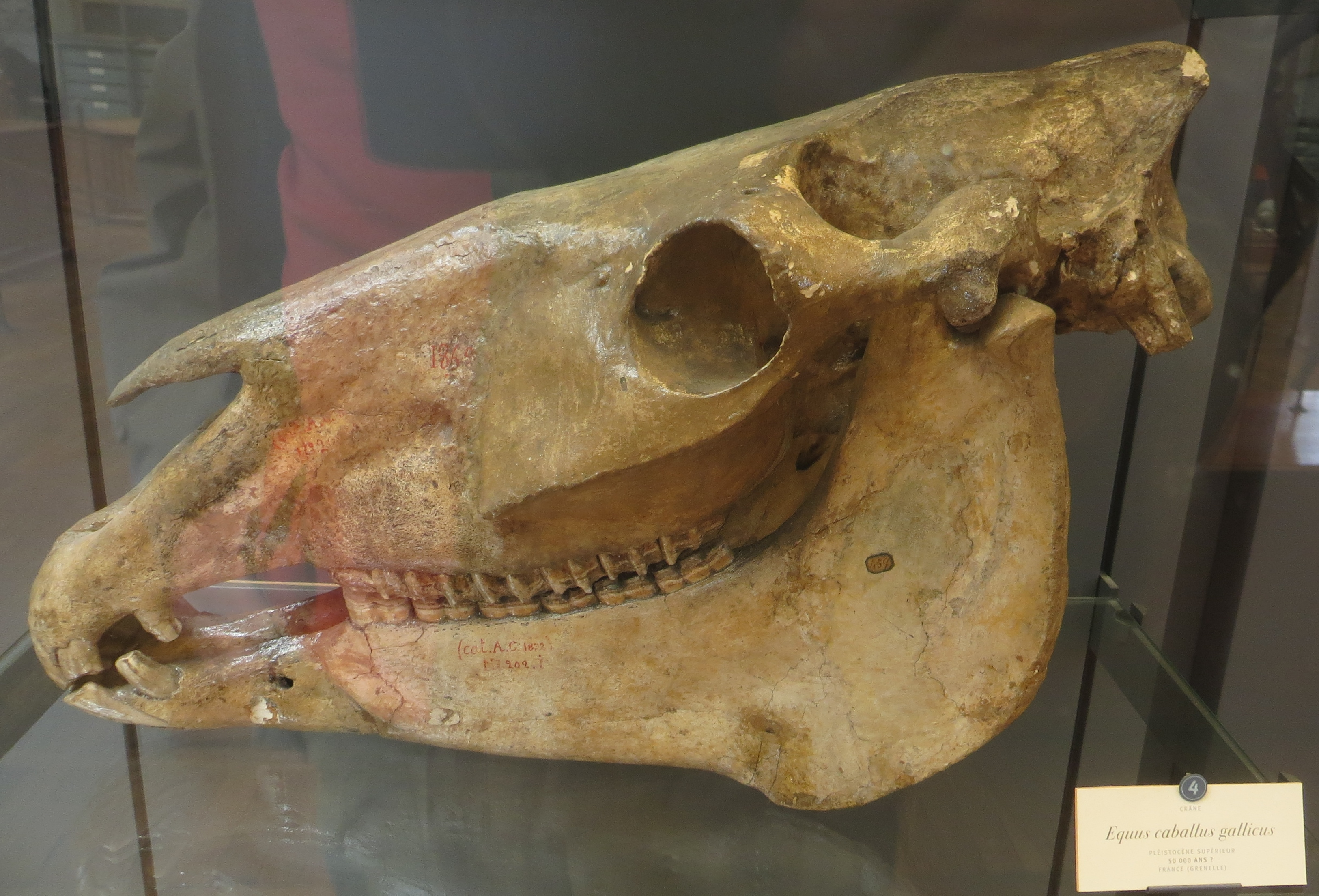
Cráneo de Equus caballus gallicus, una subespecie de estatus taxonómico incierto.

El caballo (Equus ferus caballus) es un mamífero perisodáctilo domesticado de la familia de los équidos. Es un herbívoro de gran porte, con cuello largo y arqueado poblado por largas crines.
A la hembra del caballo se le llama yegua y a las crías, si son machos, potros o potrillos, y si son hembras, potras o potrancas. La cría y utilización del caballo por parte del hombre se conoce como ganadería equina o caballar, y su domesticación se remonta a 3600 a. C., en la región de Kazajistán.

## Etimología
El término latino utilizado para denominar al caballo era equus, mientras caballus, que derivó en la palabra «caballo», es un término del latín tardío, posiblemente de origen celta, que significa «caballo castrado». «Yegua» procede del femenino de equus, «equa». A los animales jóvenes en general se los denominaba pullus, textualmente «pollos», que originó la palabra pulliter, pullitri, que derivaría en «potro» o «potrillo».

## Taxonomía
Linneo clasificó los caballos domésticos en 1758 en la especie Equus caballus. Al demostrarse que los caballos domésticos actuales y su antepasado silvestre extinto, clasificado como Equus ferus (caballo salvaje), pertenecían a una misma especie, debía asignársele un único nombre científico. Generalmente en casos como este se aplicaría el principio de prioridad usado en la nomenclatura científica, que establece que debe permanecer como nombre específico el primero en haber sido registrado, siendo caballus el más antiguo. Pero la Comisión Internacional de Nomenclatura Zoológica determinó en 2003, en la opinión 2027, que los caballos actuales, al igual que otras diecisiete especies domesticadas, debían nombrarse como su variedad salvaje extinta, Equus ferus, para evitar la paradoja de que los linajes anteriores, los silvestres, fueran nombrados como subespecies de sus descendientes. Por lo tanto el nombre específico que prevalece para los caballos actuales es Equus ferus, quedando el término caballus como nombre trinomial que designa a la subespecie doméstica.
Los caballos se clasifican dentro del orden de los perisodáctilos, perteneciendo a la familia de los équidos, a la que también pertenecen los asnos (Equus africanus), el onagro y el kulán (Equus hemionus), el kiang (Equus kiang) y las cebras, en la que están estrechamente emparentados al pertenecer todos al único género superviviente, Equus.

## Evolución

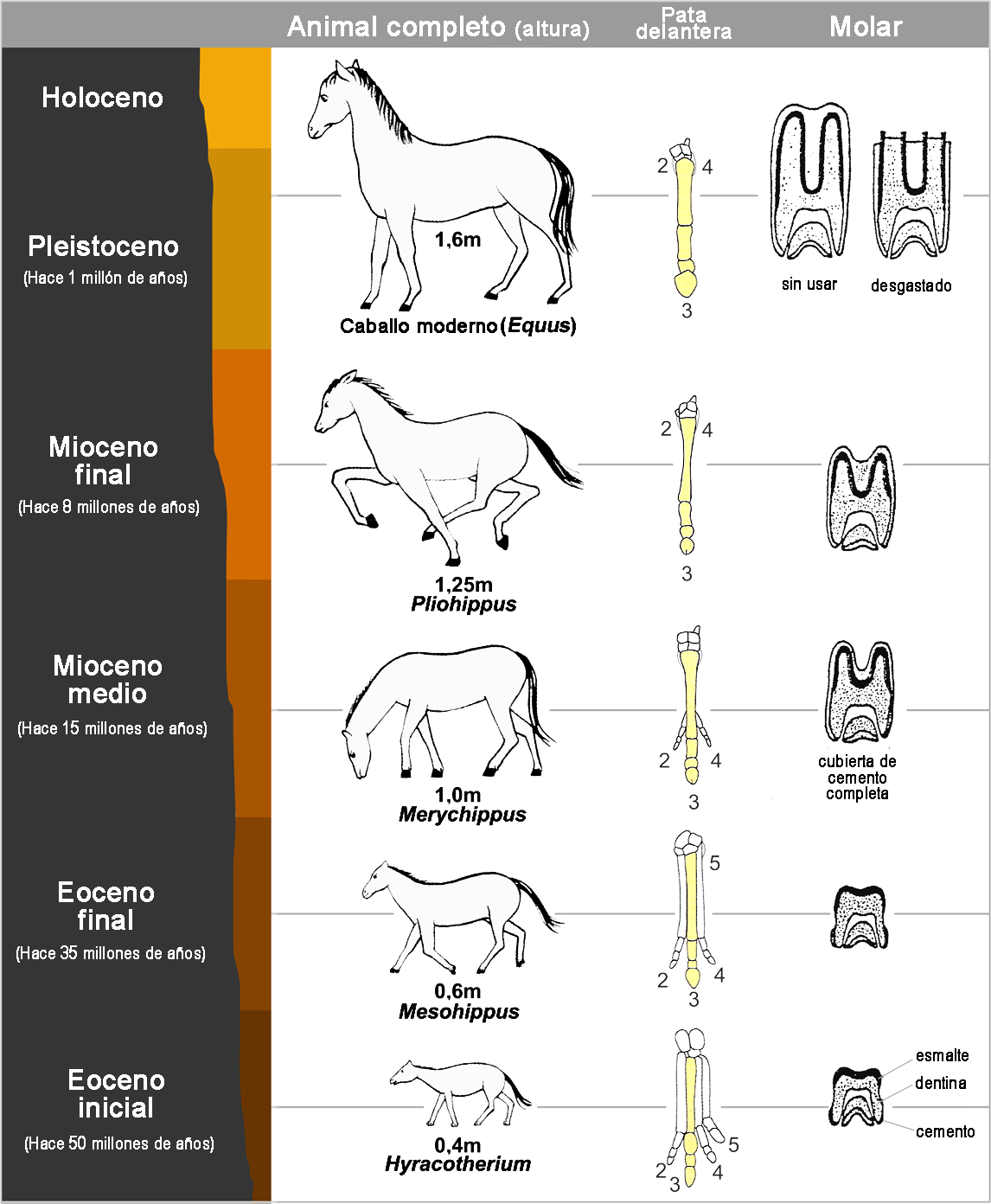
Esquema simplificado de la evolución del caballo.

La evolución del caballo puede seguirse a través del registro fósil llamado Eohippus, un pequeño mamífero herbívoro que vivió durante el Eoceno, hace cincuenta y cinco millones de años, en América del Norte. Se supone que de él descienden todos los équidos posteriores, incluido el género Equus. 
El Hyracotherium fue alguna vez considerado como uno de los miembros más antiguos de la familia Equidae antes de que su especie tipo, H. leporinum, fuera reclasificada como un paleotérido, un tipo de perisodáctilos relacionados tanto con los équidos como con los brontotéridos. A primera vista era similar a un perro pequeño.
La evolución posterior de Hyracotherium le hizo aumentar su altura hasta los 115 cm y perder sus dedos hasta hacerse monodáctilo, es decir, con un solo dedo. Poco a poco, su único dedo se endurecería mediante mutaciones, hasta desarrollar cascos que les permitían huir de los depredadores. En esa época aparecieron a la vez en Norteamérica y Eurasia diversas especies y géneros relacionados. 
Parece ser que las especies euroasiáticas desaparecieron; sin embargo, las especies americanas dieron lugar durante el Oligoceno al género Mesohippus, del tamaño de una gacela, que tenía solo tres dedos en las patas delanteras y que ya presentaba pies con forma de casco.
Algo más tarde, en el Mioceno, a Mesohippus le sucedió Hypohippus y Anchitherium; se cree que ambas especies colonizaron después Eurasia desde América del Norte. Otros descendientes de Mesohippus fueron Miohippus y Merychippus; este último género desarrolló dientes con coronas muy altas, lo que le permitió, a diferencia de Hyracotherium, que pastaba hierba, ramonear las hojas y brotes de árboles y arbustos. Entre los descendientes de Merychippus estaba Hipparion, que durante el Plioceno se desplazó y expandió desde Norteamérica hasta Eurasia, y Pliohippus (primer antepasado de un solo dedo), antecesor de Plesippus y de su sucesor, el caballo moderno, es decir, el género Equus, que apareció hace cinco millones de años.
Se cree que durante el Pleistoceno, hace unos quince mil años, el género Equus extendió su área de distribución desde Norteamérica a Eurasia y África cruzando el puente de Beringia. Hace unos 10 000 años, los caballos se extinguieron en Norteamérica, por causas aún desconocidas, quizá por algún cataclismo climático que modificó los ecosistemas americanos. Diversos hallazgos en cuevas de Europa indican que el caballo era un animal muy abundante durante la Edad de Piedra en dicho continente; se han encontrado suficientes restos de esqueletos de caballos dentro y en los alrededores de estas cuevas como para afirmar que eran consumidos por el ser humano. El número de caballos disminuyó en el neolítico, cuando Europa estaba cubierta por bosques en su mayor parte. Se han encontrado restos de la Edad del Bronce, embocaduras y piezas de arneses, que demuestran que el caballo ya estaba domesticado en esta época. Esta domesticación siglos más tarde permitió, tras el descubrimiento de América, que los caballos fueran reintroducidos por los conquistadores españoles en el continente que los vio surgir.

## Anatomía

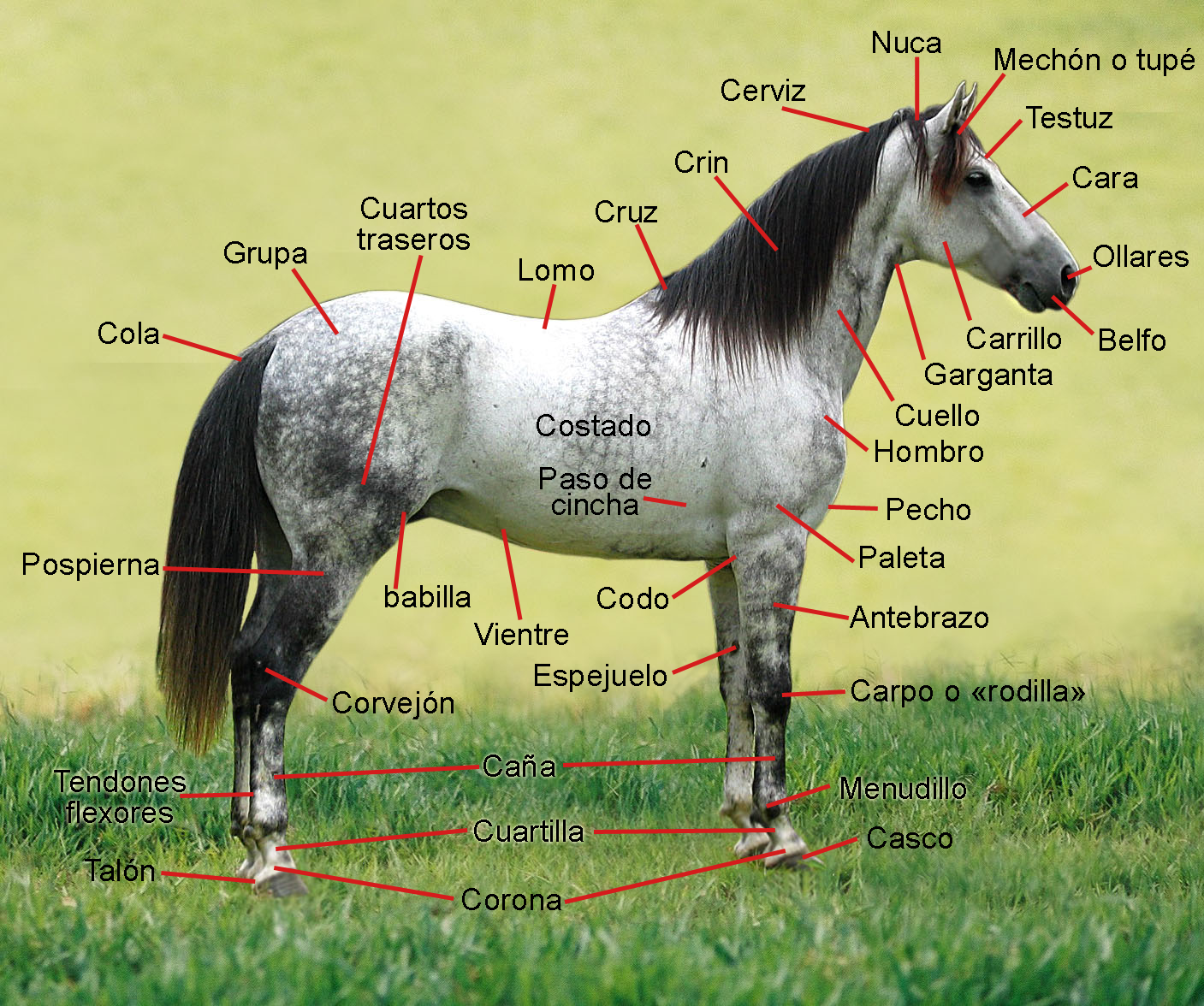
Anatomía externa del caballo.

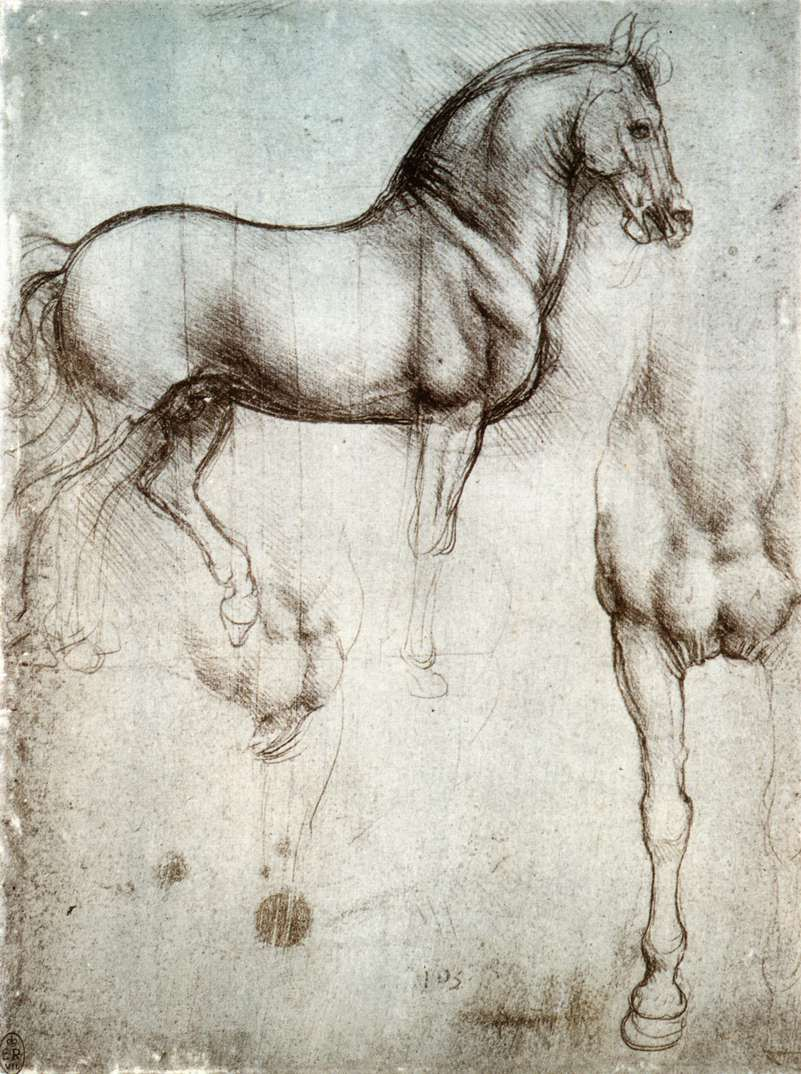
Estudio de un caballo, de Leonardo da Vinci.

### Porte
La altura de los caballos, como en los demás cuadrúpedos, se mide hasta la cruz, donde encuentran las escápulas, es decir el punto donde se une el cuello con el lomo del caballo. Se elige como referencia este punto por ser una altura estable que no puede subir o bajar como la cabeza o el cuello.
El tamaño de los caballos varía considerablemente entre las distintas razas, y también está influido por la nutrición. Según su porte las razas de caballo suelen dividirse en tres grupos:
- pesados o de tiro;
- ligeros o de silla;
- ponis y razas miniatura.

La altura de los caballos de silla o ligeros suele oscilar entre 142 y 163 cm y su peso oscila entre 380 y 550 kilogramos. Los caballos de silla más grandes tienen una altura a partir de 157 cm y llegan hasta 173 cm, pesando alrededor de 500 a 600 kg. Las razas de tiro o pesadas miden generalmente de 163 a 183 cm y pueden pesar entre 700 y 1000 kg.

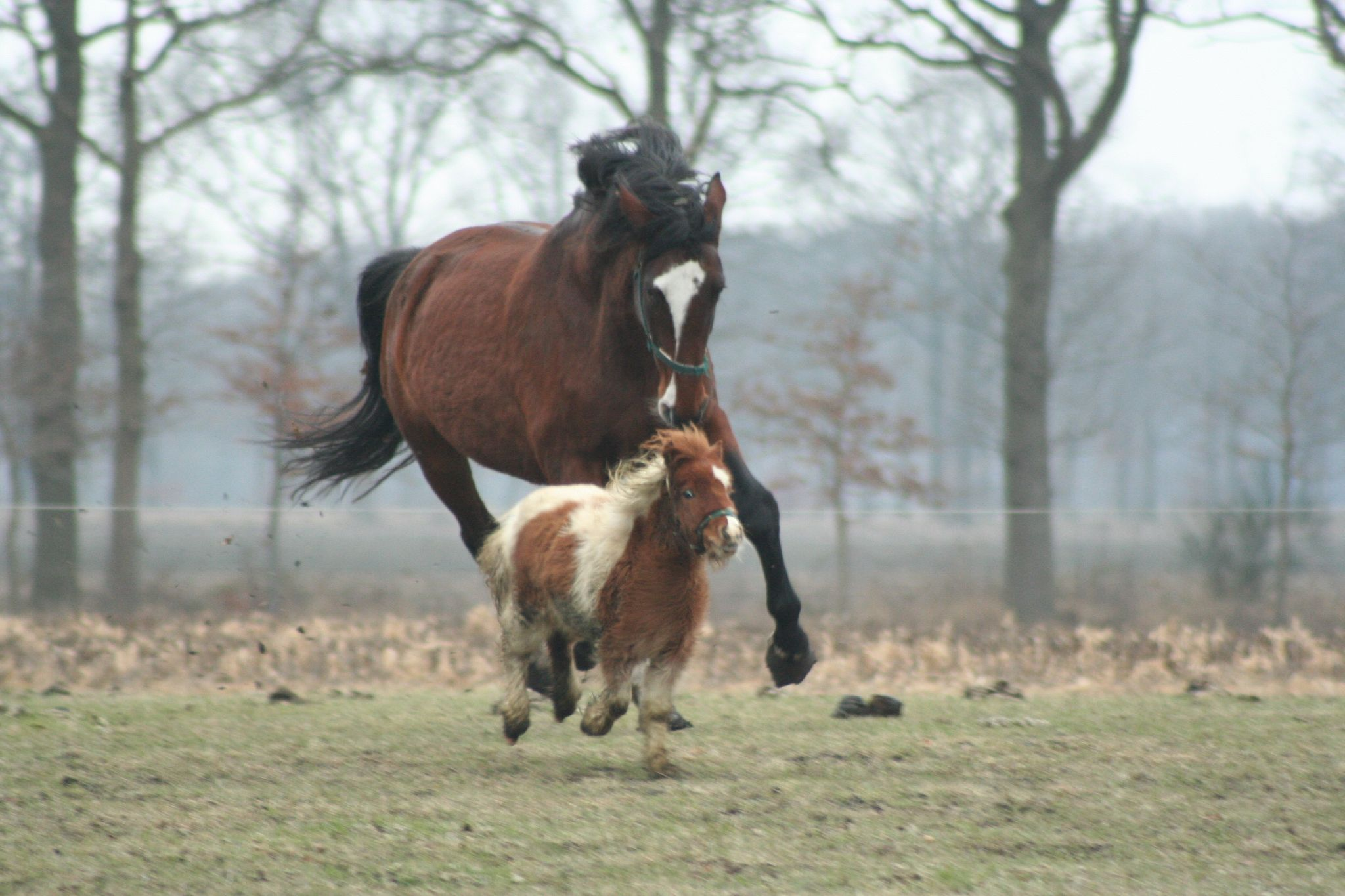
El tamaño de las distintas razas de caballos puede variar considerablemente, como puede observarse en estos dos ejemplares adultos.

El ejemplar de caballo más grande registrado en la historia se llamaba Mammoth, probablemente era un shire, que nació en 1848. Medía 220 cm y se estima que llegó a pesar 1500 kg. El caballo que actualmente ostenta la marca de menor altura se llama Thumbelina, es una yegua miniatura adulta afectada de enanismo. Mide 43 cm de alto y pesa 27 kg.

#### Poni

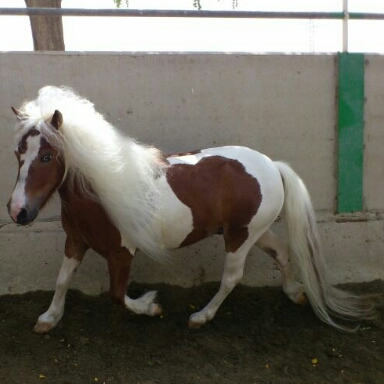
Poni trotando.

Se denominan ponis a muchas razas de caballo de estatura pequeña, aunque el baremo varía ligeramente según los lugares. El límite que establecen generalmente los países que usan el sistema anglosajón de unidades para considerar a un caballo como un poni es que no supere 147 cm de altura en la edad adulta; aunque en Australia el tope es de 142 cm. La Federación Ecuestre Internacional, que usa el sistema métrico, establece la altura de corte entre caballos y ponis en 148 cm sin herraduras y 149 cm con herraduras. Algunas razas que producen individuos tanto por arriba como por debajo del límite no son consideradas ponis a pesar de su altura. En cambio algunas razas de ponis pueden producir individuos que sobrepasen el límite sin perder la denominación de poni.
La diferencia entre ponis y caballos no es simplemente de altura, sino también de fenotipo, conformación o apariencia, además de temperamento. A menudo los ponis presentan un pelaje más denso en crines, colas y cubierta en general. Además tienen patas proporcionalmente más cortas, con cuerpos más robustos, huesos más pesados, cuellos más cortos y cabezas cortas con amplias frentes. Suelen tener temperamentos muy calmados. De hecho, la talla por sí misma no es un factor determinante para la definición de un caballo como poni: mientras que el poni de las Shetland tiene una media que sobrepasa los 102 cm, los Falabella y otros caballos miniatura, que no sobrepasan los 86,4 cm (la talla de un perro grande) no son considerados ponis en sus respectivos estándares genealógicos.

### Estructura ósea

Estructura ósea de un caballo.

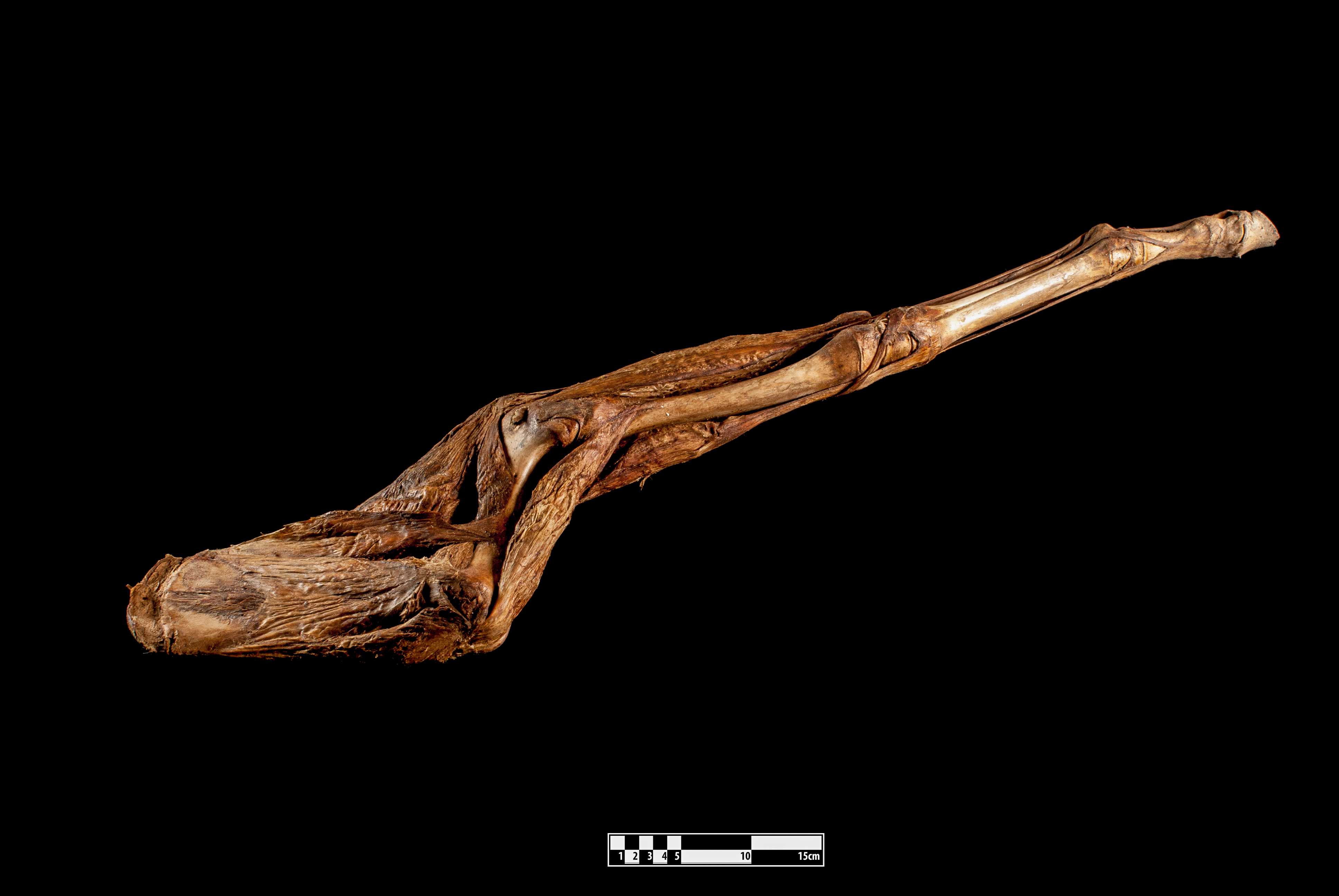
Técnica de deshidratación en una extremidad anterior equina.

Un caballo tiene doscientos cinco huesos. Su columna vertebral está compuesta por cincuenta y una vértebras. Una diferencia importante entre el esqueleto del caballo y el del humano es que aquel carece de clavículas, los miembros anteriores se unen a la columna mediante poderosos músculos, tendones y ligamentos que sujetan las escápulas. Las patas y los cascos de los caballos también son estructuras únicas. La disposición y proporciones de los huesos de sus patas son muy diferentes a las de los humanos. Por ejemplo, la parte del cuerpo llamada «rodilla» en los caballos en realidad está formada por los huesos del carpo, que se corresponden con la muñeca humana. Mientras que el corvejón contiene huesos equivalentes al tobillo humano. Los huesos inferiores de la pata del caballo se corresponden con los huesos de la mano o el pie humanos, y los denominados nudillos del caballo son los huesos sesamoides entre la caña (un único hueso equivalente al metacarpo) y las falanges proximales de los dedos, es decir los nudillos humanos. En las extremidades delanteras, el cúbito y radio se han fusionado dando lugar a un único hueso, al igual que ha sucedido con la tibia y el peroné lo que impide que pueda girar lateralmente las manos y pies. Además un caballo no tiene músculos en sus patas por debajo de las rodillas y corvejones, solo tiene piel, tendones, ligamentos, cartílago y huesos, y un tejido córneo especializado para absorber impactos que forma los cascos. Todas estas diferencias son adaptaciones de sus extremidades a la carrera, como la reducción del número de dedos de las extremidades a uno solo rodeado de un material córneo llamado casco.
Los huesos de la cabeza del caballo son largos y los de la cara tienen el doble de longitud que los del cráneo. La mandíbula también es larga y posee una superficie ancha y aplanada en la parte inferior de la zona posterior.

### Cascos
Los cascos son fundamentales para la estructura de las patas de los caballos. Los cascos de los caballos en las falanges distales, el equivalente a las puntas de los dedos en los humanos, en el interior están recubiertas de cartílago y otros tejidos blandos especializados ricos en sangre como el tejido laminar. El exterior de los cascos está formado por un tejido córneo similar al de las uñas de los humanos. El resultado final es que un caballo que pesa una media de 500 kg es capaz de desplazarse sobre los mismos huesos que cuando un humano va de puntillas. La razón por la que a los caballos se les ponen herraduras es que en cautividad desgastan más rápidamente los cascos, por la dureza del pavimento y por el sobrepeso que llevan, que en libertad desplazándose por la tierra. Los cascos crecen continuamente y en estado natural se desgastan solos, pero necesitan ser recortados cada cinco o seis semanas en los caballos herrados.

### Dientes
Los caballos han adaptado sus dientes para pastar hierba. Los caballos tienen un mínimo de treinta y seis dientes (doce incisivos y veinticuatro molares). Un caballo adulto tiene doce incisivos, adaptados para morder y arrancar la hierba y demás vegetación, en la parte frontal de la boca. Tienen veinticuatro dientes adaptados a masticar, los premolares y molares, en la parte posterior de la boca. Los machos adultos tienen cuatro dientes adicionales justo tras los incisivos denominados «colmillos» y que no les saldrán hasta que tengan cuatro o cinco años de edad. Algunos caballos, tanto machos como hembras pueden desarrollar de uno a cuatro dientes vestigiales muy pequeños delante de los molares, que generalmente se les quitan porque pueden interferir con el bocado. Este espacio entre incisivos y premolares está vacío y es donde se coloca el bocado del arreo del caballo.
Los dientes de los caballos continúan creciendo durante la mayoría de su vida para que puedan pastar correctamente. Los incisivos presentan distintos patrones de crecimiento y desgaste según las edades de los caballos, además del ángulo que presentan las superficies de mordedura, por lo que pueden ser utilizados para medir de forma aproximada la edad del caballo, aunque la dieta y los cuidados a los que son sometidos varían notablemente en las tasas de desgaste.

### Aparato digestivo
Los caballos son herbívoros con un aparato digestivo adaptado a consumir una dieta de hierba y otros materiales vegetales durante la mayor parte del día. En comparación con los humanos tienen un estómago relativamente menor, pero unos intestinos mucho más largos que permiten un flujo continuo de nutrientes. Un caballo de 450 kg come entre 7 y 11 kg de comida diariamente, y en condiciones normales bebe de 38 a 45 litros de agua. Los caballos no son rumiantes, por lo que solo tienen una cavidad en su estómago, a diferencia de las vacas o las ovejas que tienen cuatro cavidades. Pueden digerir la celulosa de la hierba gracias a que poseen un ciego muy desarrollado, por el que la comida pasa antes de llegar al intestino grueso. A diferencia de los humanos los caballos no pueden vomitar, por eso los problemas digestivos pueden provocarles cólicos que les pueden ocasionar la muerte.

## Colores y razas

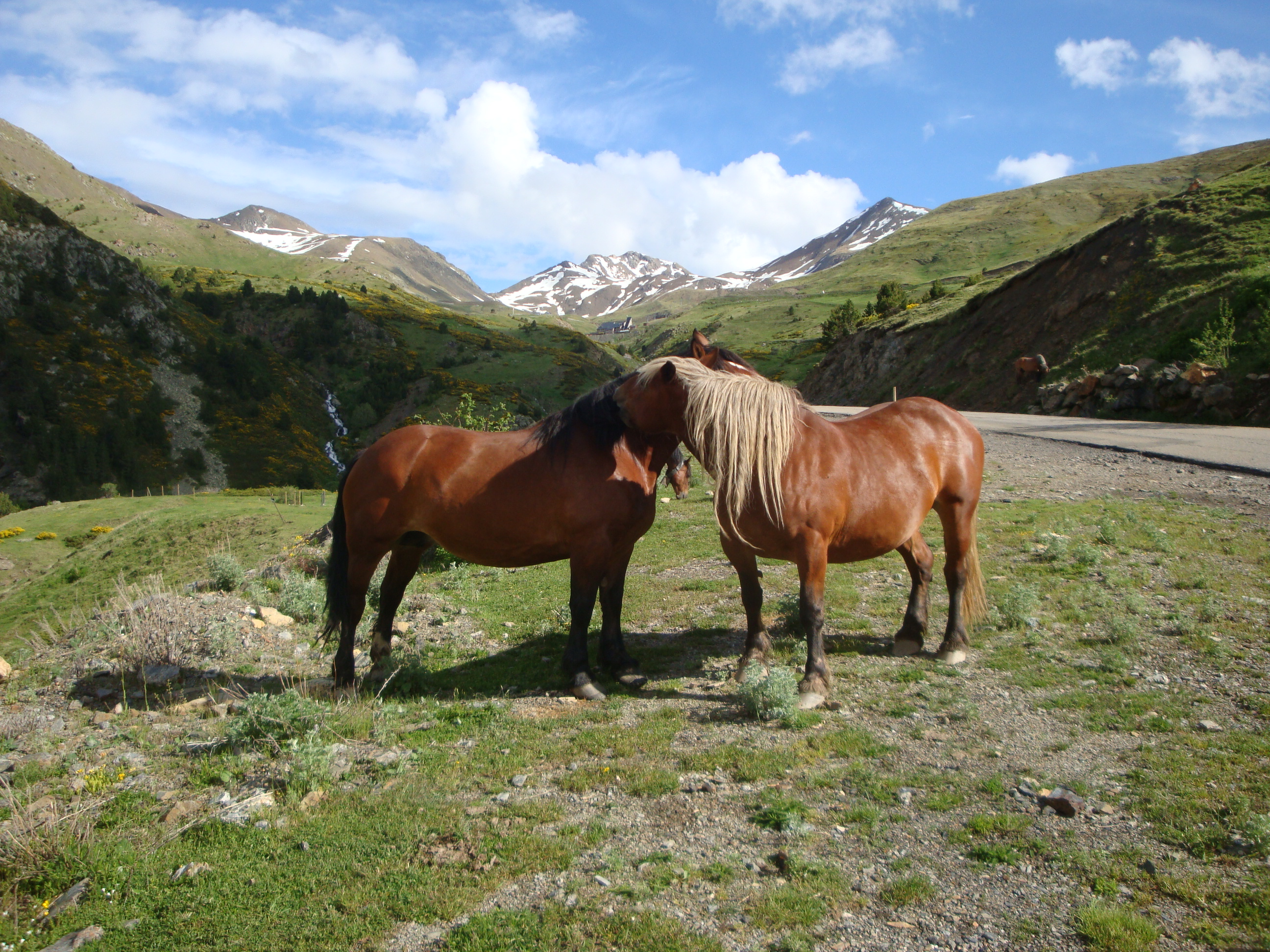
Caballos sueltos en el valle de Bohí (Lérida, España).

Los caballos muestran una gran variedad de colores de capa y de razas distintivas, que dan lugar a amplio vocabulario descriptivo especializado. A menudo un caballo se clasifica antes por el color de su capa que por su raza o sexo. Los caballos del mismo color de capa se pueden distinguir por alguna marca blanca distribuida a lo largo de sus cuerpos, que junto a los patrones moteados se heredan de forma independiente de color de la capa.
Se han identificado muchos genes que dan diferentes colores a la capa de los caballos, aunque continúan las investigaciones para identificar los demás factores que dan origen a distintos rasgos. Una de las primeras relaciones genéticas que se entendieron fue la existente entre el color rojizo recesivo y el dominante negro, que está controlado por el receptor de melanocortina 1. Otros alelos controlan el moteado, el intercalado de pelos blancos, la supresión o dilución del color, y otros efectos que crean las docenas de posibles colores de capa de los caballos.
Las capas alazana, castaña y negra son los colores equinos básicos. Estos colores son modificados por lo menos diez genes que crean el resto de los colores, incluyendo diluciones como el palomino o los patrones de manchas como los pintos. No todos los caballos blancos tienen una capa blanca de nacimiento, a menudo los caballos blancos de mediana edad eran caballos grises al nacer. Los grises nacen con un tono más oscuro y se vuelven grises con la edad, y ambos generalmente tienen la piel negra bajo sus capas de pelo blanco (con la excepción de las pieles rosa bajo las marcas blancas). Solo los caballos que nacen con la capa blanca tienen la piel rosada, algo que es una característica rara.

### Capas
La capa de un caballo es la coloración general del pelaje. Cuando hablamos de capa a veces hay que diferenciar los colores de la crin y la cola, y si le cambia el color cuando es joven. Las capas principales son las siguientes, si bien hay muchas variaciones de cada una:

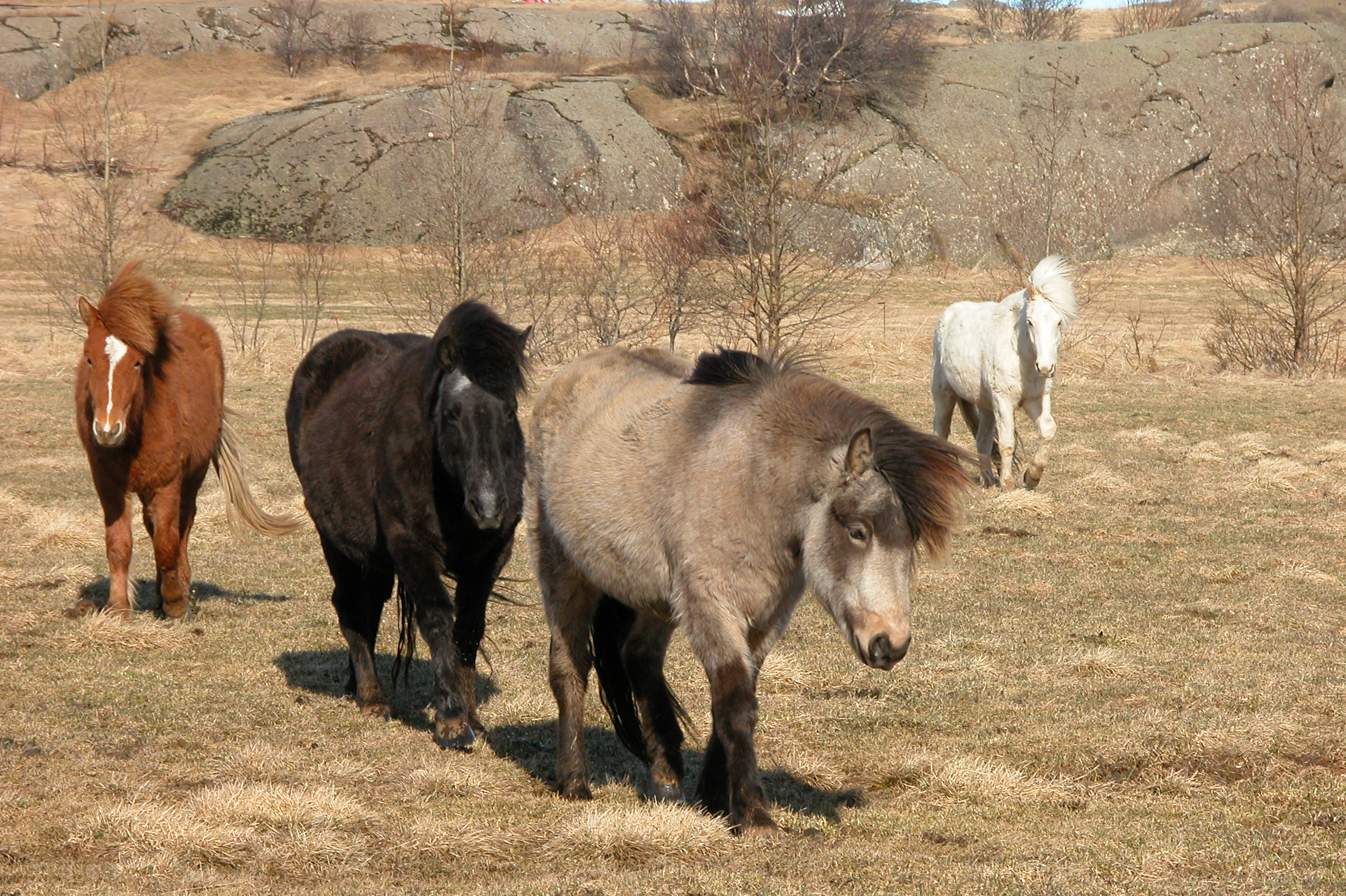
Ponis islandeses con distintas capas. De izquierda a derecha: alazán, negro, roano y blanco.

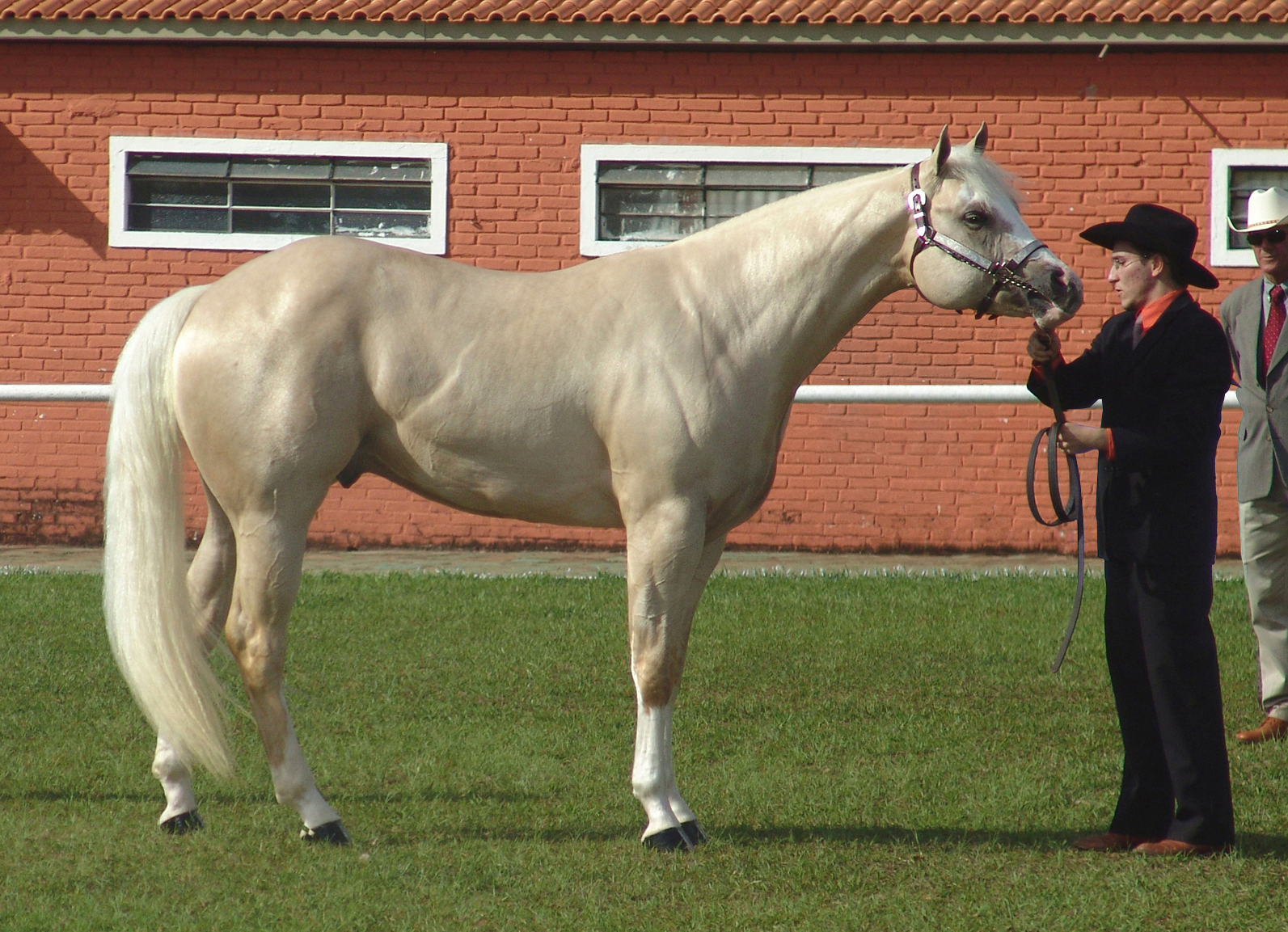
Caballo bayo.

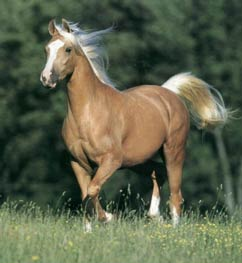
Caballo palomino con barra.

- Alazán: crin y cuerpo de tono marrón claro o rojizo, como pelirrojo.
- Albino: no es un verdadero color de capa, sino un polimorfismo genético transmisible a la descendencia. El animal albino carece de un enzima, la tirosinasa, que inicia la transformación de la tirosina en el pigmento melanina. La falta de melanina produce caballos blancos y de ojos rojos, que son hipersensibles a la luz. Los caballos con albinismo parcial o total (tobianos parcialmente albinos) se consideran defectuosos y por tanto se les aparta de la reproducción.
- Bayo: blanco amarillento.[41]
- Blanco: es una capa difícil de encontrar; todo el cuerpo debe ser de color blanco, sin ningún otro tono.
- Castaño, mulato o zaino: marrón oscuro, a veces casi negro; crin y cola pardas o negras.
- Isabelo: cuerpo de color crema y la crin y la cola de un color más oscuro, pero es distinto a un caballo que posee una capa baya.
- Negro: capa de color negro. Se admiten zonas blancas en pies y cabeza.
- Palomino: marrón muy claro, cola y crin blancas o claras. Esta capa es poco común, pero suele ser muy apreciada en algunas razas.
- Pío: capa de dos colores, raramente tres, en forma de manchas. Blanco y negro (pío negro); blanco y rojo (pío alazán), etc. Existen numerosos variantes según el tamaño y forma de las manchas (overo, tobiano, apalusa, etc.).
- Ruano: tiene pelos entremezclados de distintos colores que pueden ir desde el alazán hasta el blanco o el negro, con diversos tonos.
- Tordo: no es completamente blanco, sino una mezcla de pelos blancos, grises y negros. Dependiendo de los tonos oscuros y su distribución, hay diferentes tipos. Nace negro o de otra capa y va aclarándose con el tiempo hasta volverse blanco. Debajo del pelo blanco se puede apreciar que la piel es negra.

Una capa uniforme es aquella que no tiene pelos de otro color.

### Manchas
Manchas de color blanco en capas más o menos oscuras. Destacan en la cabeza y en las extremidades. Hay manchas de diferentes tipos y tamaños, los tipos de manchas son los siguientes:
- La «raya de mulo» es una línea oscura que recorre toda la zona de la espina dorsal del caballo, desde la cruz hasta la cola.

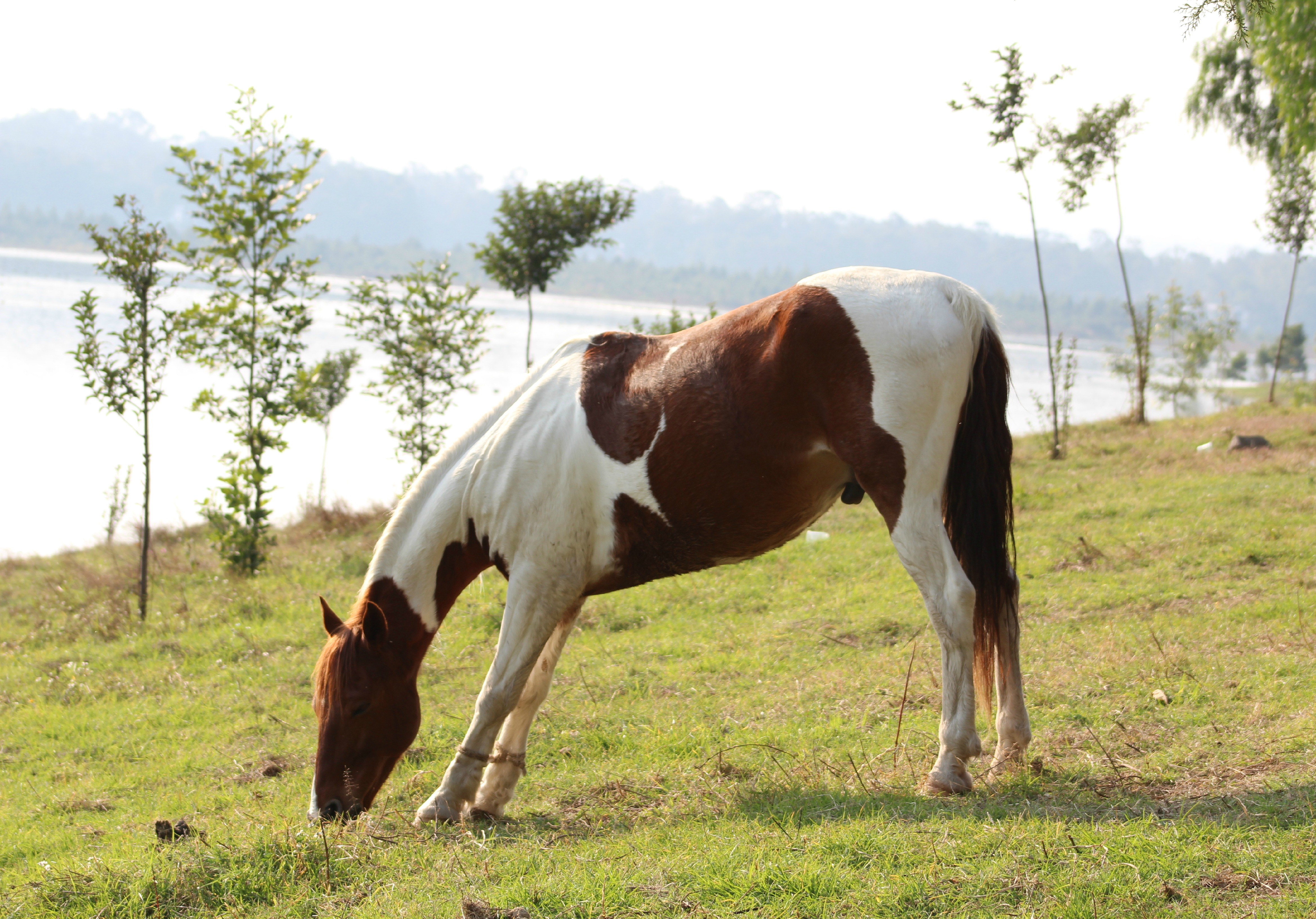
Caballo en el lago de Guadalupe, México.

#### En la cabeza
- Barra o cordón: tiene una línea blanca de los ojos al hocico, pudiendo ser más o menos ancha.
- Cabeza de moro: la cabeza es de un tono más oscuro que el cuerpo.
- Carablanca: la parte frontal de la cara es totalmente blanca, incluyendo la zona de los ojos.
- Careto: tiene una mancha blanca que se va ensanchando desde la frente hasta el hocico.
- Corte: tiene una mancha blanca en el hocico.
- Lucero: tiene una mancha blanca en la frente, que puede ser en rombo, en media luna, en cruz, etc.

#### En las extremidades
- Cuando algunas extremidades son blancas, el caballo se denomina albo y se diferencian en:
  - Calzado alto: va desde el casco hasta el codo o la rodilla.
  - Calzado medio: va desde el casco hasta la mitad de la caña.
  - Calzado bajo: va desde el casco hasta el menudillo.
  - Calcetín: fina línea junto al casco.
- Se dice que un caballo está armiñado cuando tiene alrededor de su corona manchas negras.
- En cualquier caso se dirá entonces que el caballo está «calzado de...», pero cuando hay más de una extremidad, diremos que el caballo es:
  - Unialbo: cuando solo calza una extremidad, independientemente de cuál sea.
  - Bialbo: cuando calza dos extremidades, independientemente de cuáles sean.
  - Tresalbo: cuando calza tres extremidades.
  - Cuatrialbo: cuando calza las cuatro.

### Remolinos
Variación de la dirección del crecimiento del pelo en zonas concretas del cuerpo como en la cruz.

### Espejuelos
Zonas de córnea blanda en la parte interna de las extremidades, se los supone vestigios del meñique (quinto dedo) a la altura de las rodillas y los corvejones.

## Biología y comportamiento

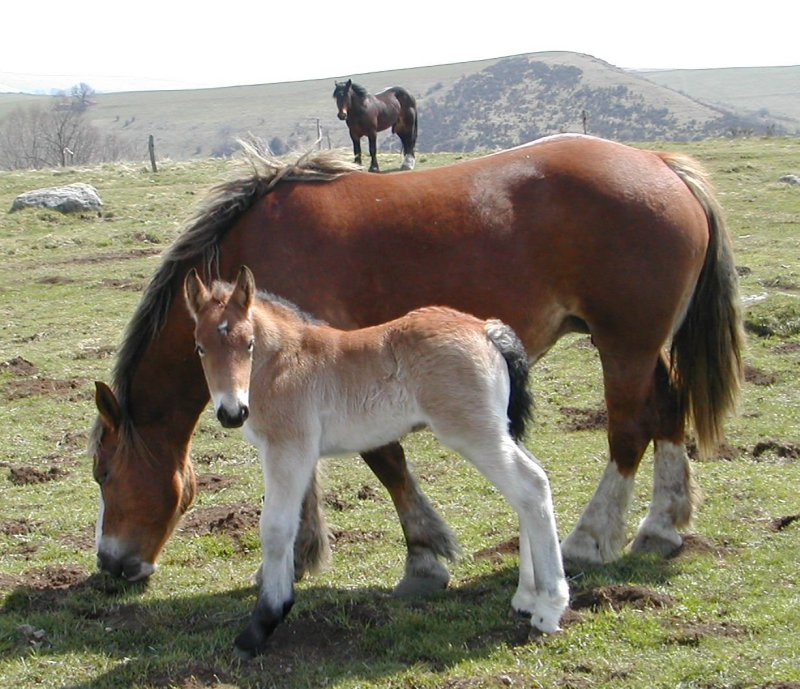
Yegua con su potro y el garañón al fondo.

En la naturaleza los caballos son presas de los depredadores y por ello tienen fuertes instintos de huida y defensa. Su primera reacción ante una amenaza es asustarse y huir, pero también son capaces de defenderse cuando no pueden escapar o cuando se amenaza a sus crías. Suelen ser curiosos, y cuando se asustan suelen investigar un instante sobre la causa de su miedo y no siempre huyen al descubrir que hay peligro. La mayoría de las razas de silla se han desarrollado por su velocidad, agilidad, resistencia y estado de alerta; cualidades naturales que provienen de sus ancestros salvajes. Aunque por la cría selectiva algunas razas son más dóciles, en especial los caballos de tiro.
Los caballos son animales de manada, con jerarquías claras, liderados por un animal dominante (generalmente una yegua). Por lo tanto, son animales sociales que establecen vínculos de unión con individuos de su propia especie y con otros animales, incluidos los humanos. Se pueden comunicar de varias formas, con vocalizaciones y relinchos de varios tonos, mediante el acicalado mutuo y el lenguaje corporal. Muchos caballos son difíciles de manejar si se separan del grupo, pero con entrenamiento, aprenden a aceptar la compañía humana, y así se sienten a gusto separados de otros caballos. Cuando son encerrados sin compañía y sin recibir ejercicio y estimulación adecuada, pueden desarrollar lo que se llama vicios de establo, varios malos hábitos de origen psicológico, entre los que se incluye la masticación de las maderas, dar coces a las paredes, andar hacia delante y atrás, entre otros problemas. Los caballos (al igual que las cebras, y otras especies de équidos, tanto domésticos como en estado salvaje), poseen una curiosa conducta de defensa ante depredadores, humanos y otros caballos hostiles, que atacan o agreden a un individuo por la región trasera de su cuerpo, que consiste en patear, con sus dos patas traseras, directo hacia sus agresores, ubicados atrás. esta clase de patadas propinadas por équidos, se les conoce como "coz". Se ha estimado que un caballo puede entregar aproximadamente 1000 kg de fuerza en una coz.

### Reproducción
El caballo alcanza la madurez sexual a los cuatro años. La gestación dura unos once meses, y la hembra da a luz una única cría (el nacimiento de gemelos es algo raro como los partos de tres o más potrillos, y se da más en yeguas de edad avanzada). Los caballos domésticos pueden tener dificultades en el acoplamiento sexual por lo que, en ciertas ocasiones, a la hora de fecundar a la hembra se hace necesario que dirija el pene del caballo una persona, a la que se la llama «mamporrero».

### Edad
Tienen una vida media de 25 a 40 años en cautividad y en libertad viven en torno a los 25 años. La inclinación y desgaste de los dientes incisivos se incrementa con el tiempo y sirve para determinar la edad del caballo. Es normal que en cualquiera de los casos vivan algo más. La madurez no la alcanzan hasta los 4 años, cuando dejan de ser potros (potrancas en el caso de que sean hembras). A esa edad se los comienza a domar y a montar. A los cuatro años son considerados caballos adultos, y tienden a tranquilizarse. Un caballo con buena salud puede ser montado hasta bien entrados los 20 años.

### Temperamento
Por su temperamento las razas se dividen en:
- Caballos de sangre fría: son aquellos de temperamento muy tranquilo, por lo general este tipo de caballos son de razas pesadas como el percherón, clydesdale, etc.
- Caballos de sangre tibia: son conocidos comúnmente como warmblood, son razas obtenidas del resultado de la cruza de caballos de sangre fría con caballos de sangre caliente. Obteniendo de los primeros su tranquilidad y docilidad y de los segundos su agilidad y ligereza. Los más conocidos son los de origen alemán (hannoveriano, westfaliano, trakener, etc.), pero existen warmbloods de otros países.
- Caballos de sangre caliente: son caballos de temperamento alerta y nervioso. Tres de las razas características de este tipo de caballo son el árabe, el pura sangre inglés y el pura raza española.

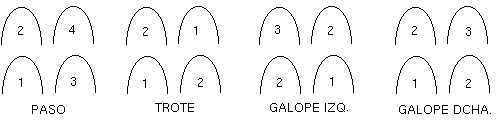
Secuencias del caballo

### Aires
Se llaman aires a las diferentes formas de desplazarse que tiene el caballo. El caballo tiene tres aires naturales: paso, trote y galope. Se denomina bípedo al apoyo conjunto de dos pies.
Se denomina tranco al ciclo de pisadas, desde que apoya un pie hasta que lo vuelve a apoyar. Cada secuencia nos marca un tranco del caballo en cada aire. En la siguiente imagen, se muestran las secuencias de cada aire.

Paso.

#### Paso
El paso es el aire más lento, con cuatro tiempos. El caballo en este aire avanza en bípedo lateral (es decir, avanza el pie derecho y después la mano derecha, seguido por el pie izquierdo antes de la mano izquierda). Es un aire marchado, pues siempre hay dos o tres pies apoyados en el suelo dependiendo del momento, y simétrico, porque el movimiento del bípedo diagonal izquierdo se repite de manera idéntica en el bípedo contrario. Se calcula que su velocidad media es de 6 a 7 km/h en un caballo de estatura media.

#### Trote

Trote.

El trote es un aire más rápido que el paso, de dos tiempos (dos bípedos diagonales), simétrico y saltado (porque en un momento determinado, el caballo queda en suspensión, sin ningún pie apoyado en el suelo).El trote puede ser de trabajo (a buen ritmo), reunido (un aire cadenciado, lento y elevado) o largo (en el que el caballo alcanza la mayor amplitud de tranco; no por ello es el más rápido). Hay dos formas de montar al trote:
- Trote sentado: en el cual, mientras el caballo va trotando, el jinete mantiene las posaderas en el asiento, y debe seguir el movimiento del caballo con la cadera.
- Trote levantado: mientras el caballo trota, el jinete se va levantando al mismo tiempo que él, en un momento en que el animal le impulsa hacia arriba. Para hacer bien el trote levantado (lo que se llama «trotar a la mano») siempre hay que fijarse en que, cuando el hombre se eleva, coincide con el momento en que la mano (es decir la pata delantera) derecha del caballo se levanta también.

Se calcula que la velocidad media del trote es de casi 15 km/h en un caballo de estatura media.

#### Galope

Galope.

El galope es el aire más rápido, pero el caballo se agota antes y no tiene independencia respiratoria. La velocidad máxima que alcanza un caballo al galope es de 65 km/h. Al apoyar las manos en el suelo, está obligado a expulsar el aire y por ello no puede acelerar su frecuencia respiratoria a voluntad. Es el único aire asimétrico (tiene tres tiempos, durante el cuarto se encuentra en el aire). El caballo puede galopar «a mano derecha» o «a mano izquierda». En el galope a la derecha, por ejemplo, el bípedo derecho avanza más que el izquierdo. Galopar a las diferentes manos les permite girar cómoda y equilibradamente al lado (o mano) al que galopan. Se calcula que la velocidad media del galope es de 20 km/h en un caballo de estatura media, aunque caballos entrenados para la carrera pueden alcanzar velocidades superiores.

### Patrones de sueño
Los caballos son capaces de dormir tanto de pie como tumbados. Los caballos pueden echar un sueño ligero de pie, debido a que pueden bloquear la articulación de la babilla sin tener que sostener su peso con los músculos, aunque necesitan tumbarse para alcanzar el sueño profundo, el estado REM. Los caballos duermen mejor cuando están en grupo debido a su tendencia natural de hacer turnos y que siempre haya alguno haciendo guardia, por si apareciera un depredador. Un caballo que está solo no dormirá bien, ya que su instinto le hace permanecer alerta ante cualquier posible peligro.
Al contrario que los humanos, los caballos no duermen de forma continua, sino dividiendo el periodo de sueño en pequeños bloques. Los caballos descansan de pie de cuatro a quince horas diarias, aunque solo se echarán a dormir durante unos pocos minutos varias veces durante ese periodo. El tiempo total de sueño en un periodo de veinticuatro horas puede oscilar entre varios minutos y un par de horas, la mayoría en intervalos cortos de unos quince minutos cada uno, aunque solo necesitan tumbarse una o dos horas cada pocos días para alcanzar sus requerimientos de sueño REM mínimo. Si no se permite a un caballo tumbarse, tras varios días mostrará síntomas de sueño, y en algunos casos raros puede caerse mientras entra involuntariamente en el sueño REM estando de pie.

### Lenguaje corporal
Estudios recientes han demostrado que los caballos muestran expresiones faciales variadas según la situación y su estado de ánimo. Esto ha permitido diseñar y publicar un método, llamado EquiFACS, —por las iniciales en inglés de Facial Action Coding Systems, «sistemas de codificación de acción facial»— que permite conocer el estado de ánimo del animal para varios objetivos. Sus creadoras son las investigadoras de la Universidad de Sussex (Reino Unido), Jen Wathan, Anne M Burrows y Karen McComb.

## Uso deportivo

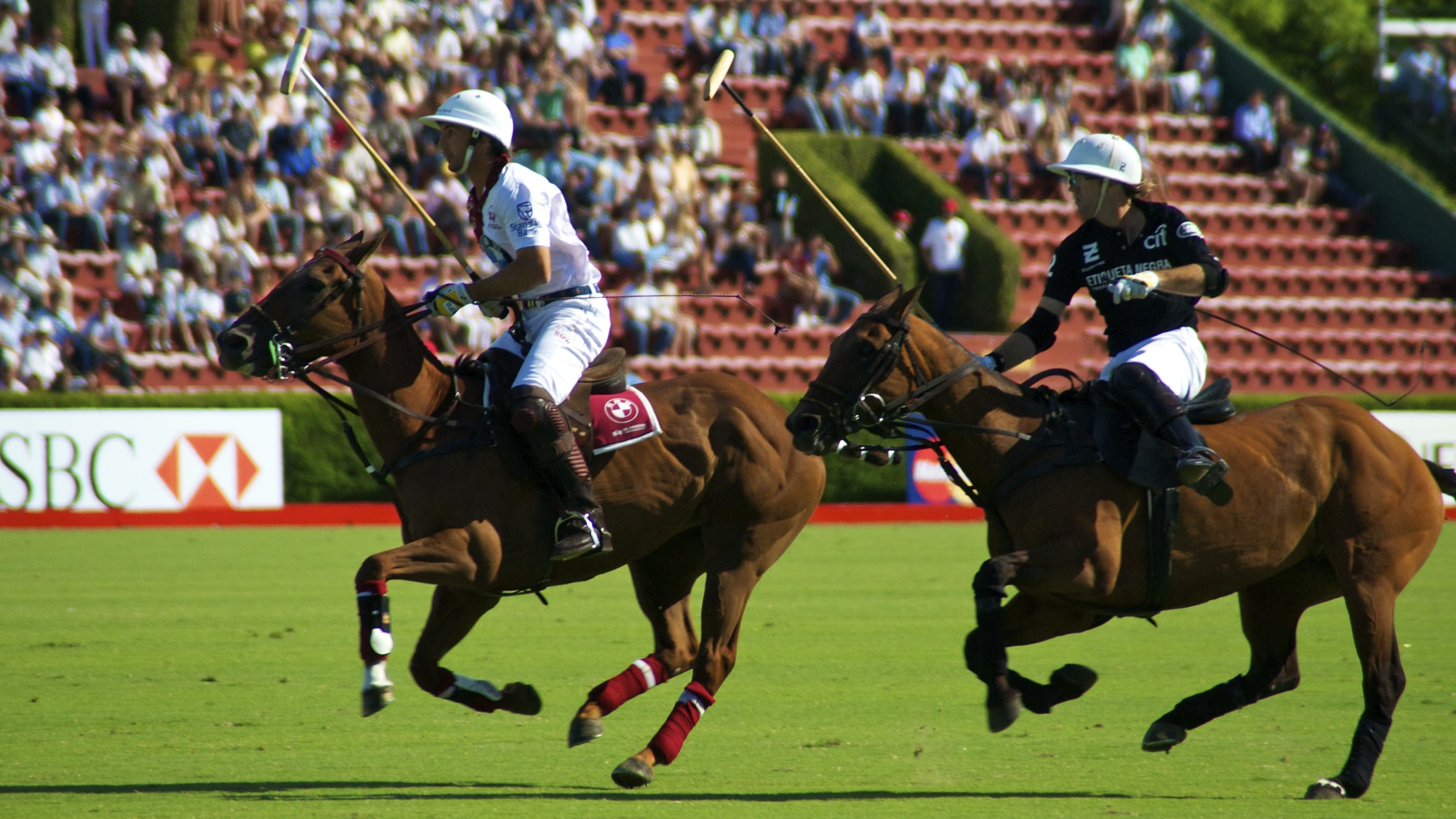
Caballos utilizados en polo.

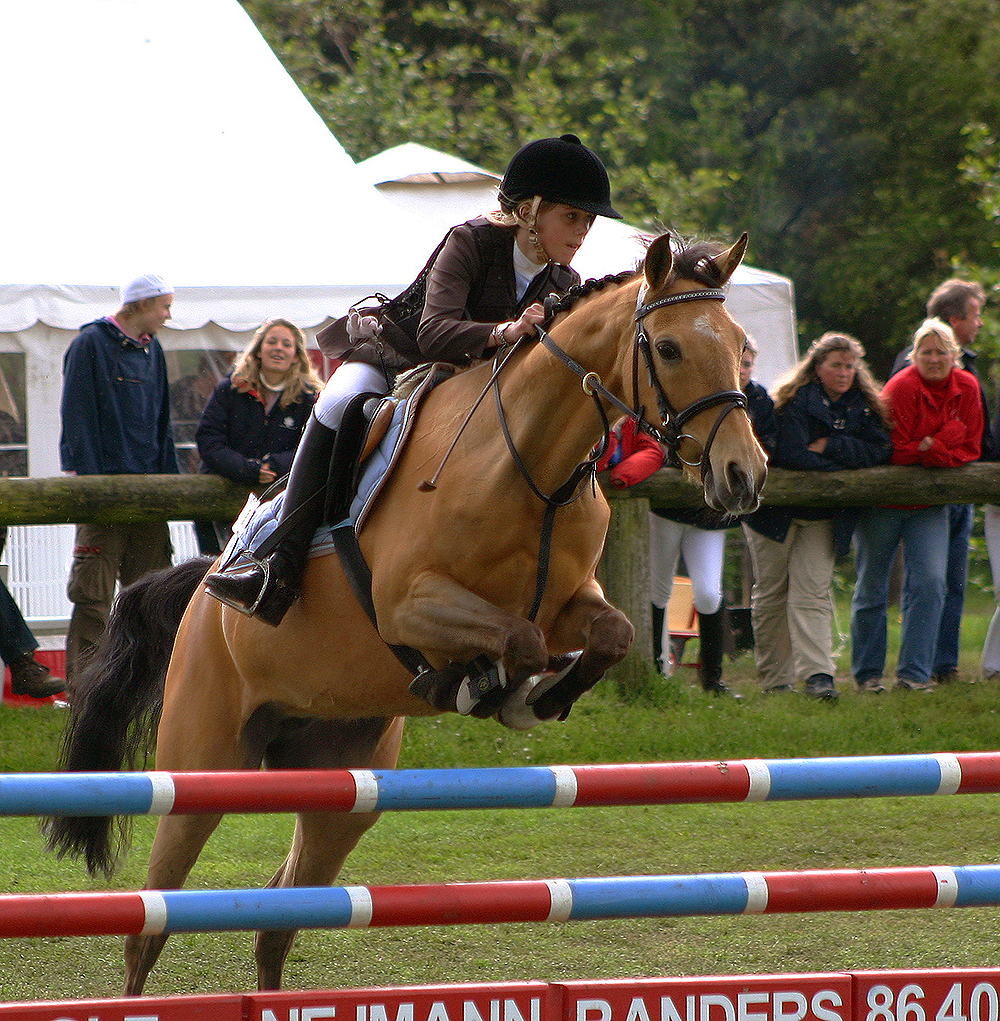
Salto ecuestre.

En la actualidad la mayoría de los caballos son utilizados para prácticas deportivas gracias a sus condiciones. Es utilizado para practicar deportes ecuestres como el salto, la hípica, el polo, la doma clásica, la charrería, el rodeo, el pato, la doma vaquera, el horseball, enganches, el raid, el concurso completo, el cross, el coleo, etc.
En la actualidad existen tres disciplinas ecuestres disputadas en los Juegos Olímpicos: doma clásica, salto y concurso completo. Anteriormente había más disciplinas ecuestres consideradas olímpicas, estas fueron el polo, volteo, salto alto y salto largo.

## Situación actual
En 2007 la población mundial de caballos se estimó en más de 58 millones de animales. De estos, más de 9,5 millones estaban en Estados Unidos. Le seguían China con 7,4 millones, México con 6,6 millones, Brasil con 5,7 millones, Argentina con 3,5 millones, Colombia con 2,5 millones, dos millones en Mongolia, en Etiopía 1,65 millones, Rusia 1,3 millones, Kazajistán 1,1 millones, Rumania 850 000, Ucrania 600 000, Alemania 500 000 y Francia 400 000. Los países con menos caballos son Guam con 20 000 y Granada con 30 000. Algunas fuentes estiman la población en 75 millones, siendo China el país con más animales, 10 millones. Sin embargo, según la mayoría de los estudios la población equina mundial se ha reducido desde su punto máximo en 1961, cuando eran 61 millones.

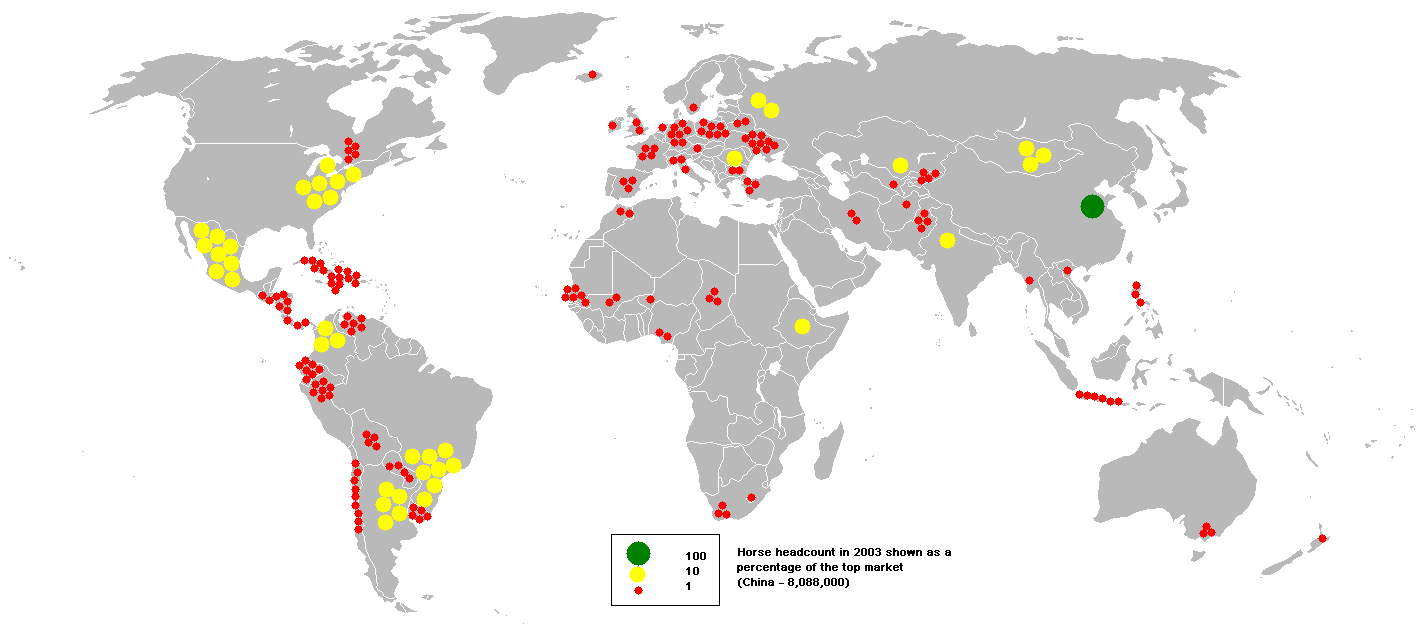
Distribución en el año 2003 de la población de caballos domésticos, representada como porcentaje de la cabaña equina nacional mayor en ese momento, China, con 8 088 000 cabezas.

Dentro de los Estados Unidos los estados con más equinos son Texas con casi un millón, California con 700 000, 500 000 más en Florida, Oklahoma, Kentucky, Ohio y Misuri tienen 300 000 cada uno.
Sin embargo, en Europa su población ha decaído, de 14 millones en 1800 pasaron a la mitad en dos siglos. En Reino Unido había de 1 a 3 millones, en Alemania cuatro millones más al inicio del siglo XX. En EE. UU. la población también sufrió una caída, a mediados del siglo XIX eran ocho millones (un millón en estado salvaje), en 1915 llegaron a un máximo de 21,5 millones (dos millones salvajes) a partir de esa fecha los automóviles y tractores los reemplazaron como transporte y medio de trabajo agrícola, solo quedaban seis millones en 1949, a inicio de los años 1950 quedaban dos millones, para 1957 llegaron a su nivel más bajo solo 750 000 cabezas, a partir de entonces empezaron a recuperarse, llegando a tres millones en 1965.
Históricamente el país que llegó a tener más caballos fue el Imperio ruso, que en 1917 tenía 35 millones.

## Caballos famosos

Caballo en el escudo de armas de Venezuela.

Muchos son los caballos que han pasado a la posteridad a causa de sus célebres dueños, entre la historia y la literatura, destacan los siguientes: Victoria en Tebas y Mut está satisfecha (caballos del carro de guerra de Ramsés II), Blanchard (de Carlomagno), Kanthaka (del príncipe Siddhartha; le ayudó a escapar de su palacio en el momento de su renuncia al mundo para dedicarse a la vida ascética), Bucéfalo (el de Alejandro Magno), Estrategos (de Aníbal), Genitor (de Julio César), Incitato (de Calígula), Othar (el tarpán de Atila), Lazlos (de Mahoma), Babieca (el de el Cid), Dug (de Gengis Kan), Blanco (de Juana de Arco), Molinero (de Hernán Cortés), Marengo (de Napoleón), Palomo (de Simón Bolívar), Comanche (único superviviente del 7.º de Caballería en la batalla de Little Big Horn), As de Oros (de Emiliano Zapata), Siete leguas (de Pancho Villa), Mandyju (de Francisco Solano López), Huaso (récord mundial de salto), Secretariat e Hidalgo (de Frank T. Hopkins).
La mitología también hizo famosos a varios caballos como Pegaso de Belerofonte, Janto y Balio de Aquiles, las yeguas de Diomedes, los establos de Augías (su limpieza constituyó uno de los doce trabajos de Hercules), Sleipner (el caballo con ocho patas de Odín); y por supuesto, también la literatura, como por ejemplo, Rocinante (caballo de don Quijote de la Mancha), Tornado (del Zorro), Silver (del Llanero solitario), Tiro al Blanco (de la franquicia Toy Story), Sombragrís (de Gandalf) e Imperioso (de Jesús Gil).